# Дрік германський
Дрік германський (Genista germanica L.) — рослина родини бобових.

## Морфологічна характеристика
Рослина з колючками у пазухах листків і молодих пагонів, листки сидячі, як і молоді гілочки, чашечка й плоди волохато-повстисті. Плід — біб, близько 1 см завдовжки і 4,5 мм завширшки, з 2–5 насінинами. Багаторічник. Висота — 25–70 см. Період цвітіння — червень-липень.

## Екологічна прив'язаність
Росте в мішаних та соснових лісах, чагарниках, на полянах. Тіньовитривала рослина.

## Поширення
Поширена на Поліссі, Розточчі — Опіллі, правобережному Лісостепу, в Карпатах.